# Steingutfabrik Paetsch

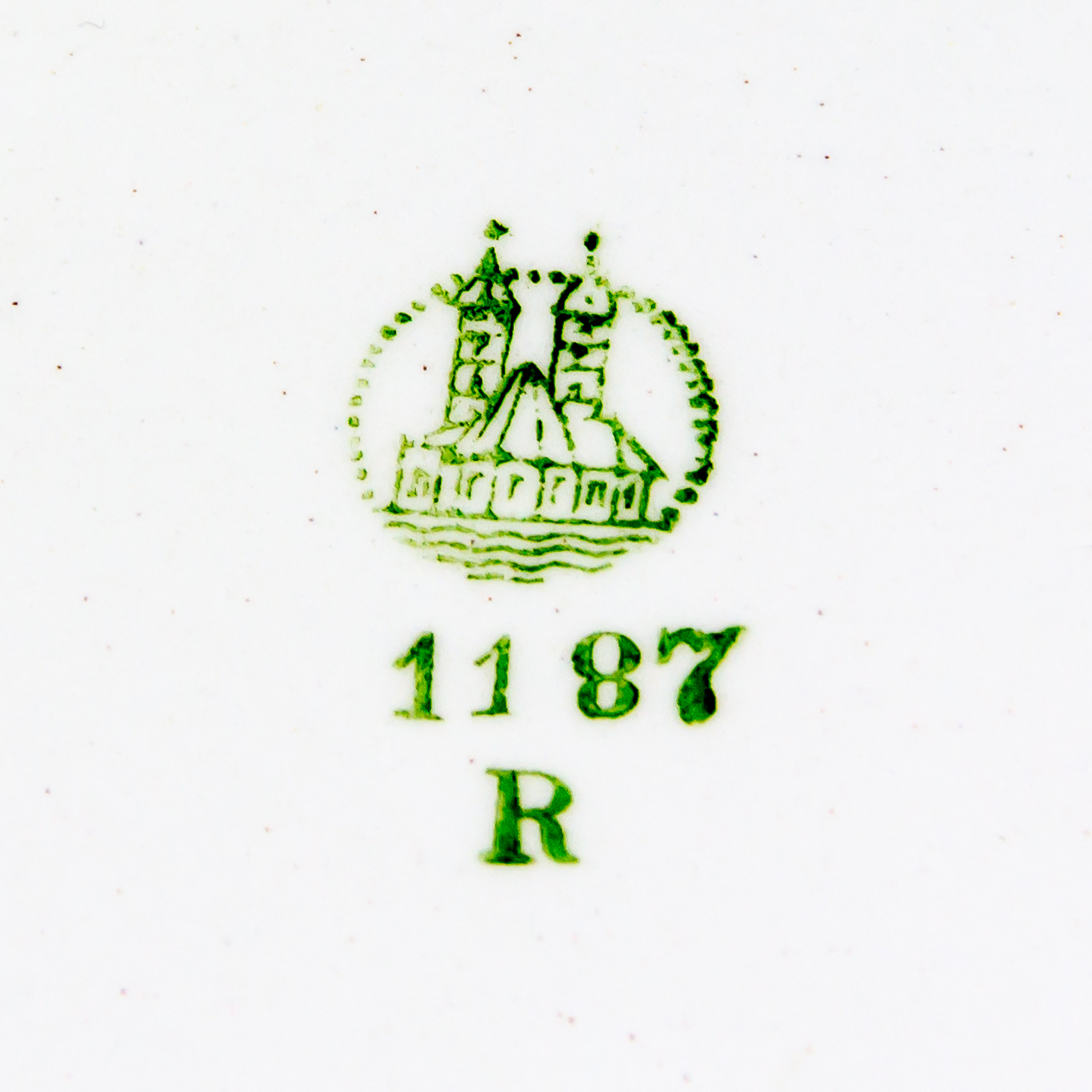
Firmenstempel der Steingutfabrik Paetsch

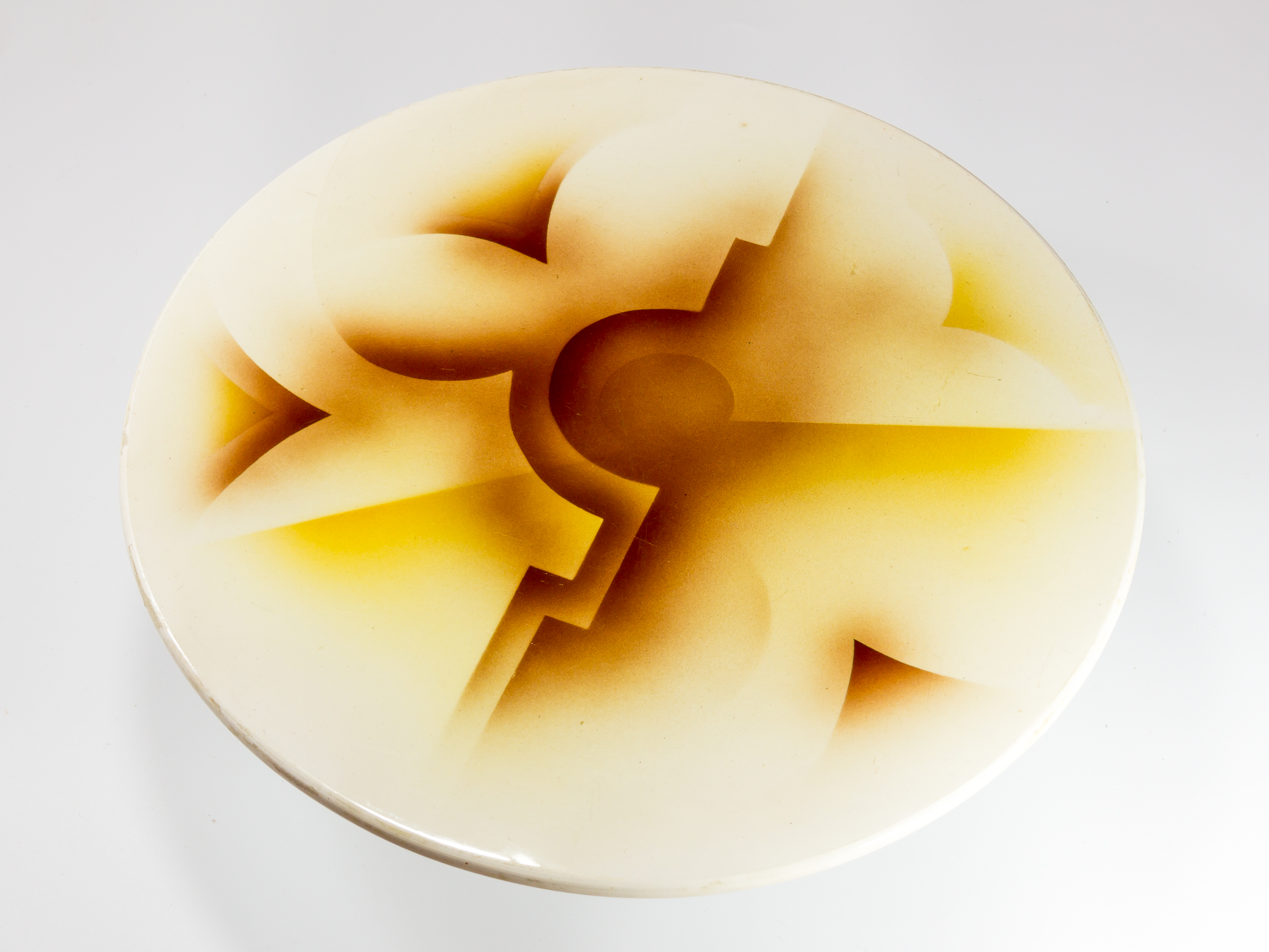
Kuchenplatte mit Spritzdekor

Die Steingutfabrik Paetsch war ein im In- und Ausland bedeutender und anerkannter deutscher Hersteller von Steingutwaren mit Sitz in Frankfurt (Oder).

## Geschichte
Mit einer Veröffentlichung im Frankfurter Patriotischen Wochenblatt am 5. November 1840 gab Die Steingut-Fabrik W. E. Paetsch, mit der Empfehlung, Geschirr zu billigen Fabrikpreisen zu verkaufen, die Gründung seiner Steingutfabrik im Norden von Frankfurt (Oder). 1846 erschienenen im Adressbuch der Stadt Frankfurt (Oder) Joh. Adam Hintze und der Kaufmann Wilhelm Eduard Paetsch als Eigentümer. Ab 1863 änderte sich die Teilhaberschaft auf Georg Theodor Paetsch und Wilhelm Gust. Leop. Selle, die Firma lief nun nur noch unter Steingutfabrik Paetsch. 1890, nach dem Tod von Georg Theodor, übernahm sein Sohn Theodor und sein Bruder Walter, von 1930 bis 1945 Theodor Paetsch jun. und ab 1953 Irmgard Paetsch die Geschäftsleitung.
Die Steingutfabrik lag im Industrieviertel direkt an der Oder. Damit konnten Rohstoffe und Brennmaterialien direkt über den Wasserweg verschifft werden. Mit einem Gleisanschluss konnten die Waren waggonmäßig verladen zum Güterbahnhof und von dort über die Niederschlesisch-Märkische Eisenbahn abtransportiert werden. Mit den günstigen Standortbedingungen folgte der umfangreiche Ausbau des Fabrikgeländes.
Zum Produktprogramm gehörte zunächst Küchengeschirr, wie Vorratsgefäße, Milchtöpfe und Kannen. Das Sortiment war auf preiswertes Volksgeschirr mit hoher Nachkaufgarantie gerichtet. Um diese preiswerte Serienfertigung gewährleisten zu können, ging man bei der Formgebung davon aus, für unterschiedliche Gefäße einen Formtyp zu verwenden. Die Dekore, wie Quadrate, Zacken, Winkel und Streifen, wurden im Spritzverfahren und mit Schablonen in meist grellen Farben aufgetragen. Über lange Jahre wurden die Standardformen beibehalten und ermöglichten somit Austauschteile auf lange Sicht zu produzieren. Weiterhin wurden kleinere Serien von Einzelstücken produziert, die sich preislich durch ihren Dekor und ihre Goldstaffage zum einfachen Volksgeschirr abhoben. Dazu gehörten neben Obsttellern mit farbigen Früchtestillleben auch Spargelplatten, deren Ränder reliefartig goldstaffierte Spargelspitzen verzierten.
Ein Vorrecht in der Produktion von großen Waschgarnituren wurde der Steingutfabrik zugestanden, da die Herstellung in Porzellan nicht wirtschaftlich war. Somit gehörte nun auch Sanitärtechnik zur Produktpalette. Mit diesem Warenangebot hatte sich die Firma Paetsch Ende des 19. Jahrhunderts einen großen Absatzmarkt im In- und Ausland geschaffen. Ab 1899 wurden die ersten Exportgeschäfte abgeschlossen. So unter anderem nach Indien, Mexiko und Sansibar. Als eine der ersten Steinguthersteller verwendete die Firma Paetsch die Innovation, Steingut mit Silber- und Farbfond zu dekorieren.
Präsentationen der Steingutfabrik erfolgten von 1920 bis 1942 auf der Leipziger Messe in der Mädlerpassage. Die Zeitschrift Die Schaulade Deutscher Wert- und Kunstarbeit stellte regelmäßig die neuesten Kollektionen der Fabrik Paetsch vor.
1933 veränderte sich die Formgebung und Dekoration. Ornamente aus der Pflanzenwelt und bäuerliche Motive die zum Teil handgemalt waren, verzierten jetzt das Geschirr. Alle Artikel erhielten geschwämmelte Ränder nach Vorbildern der schlesischen Keramik.
Die festgelegte Preisregelung durch die deutsche Steingutindustrie 1933 brachte der Firma Paetsch bestmögliche Umsätze. Bedingt durch die Kriegswirtschaft mit Beginn des Zweiten Weltkrieges kamen nur noch wenige Produkte zum Geschirrangebot hinzu, wie zum Beispiel ein Teewärmer mit Elfenbeinglasur und innerer roter Bemalung und die dazugehörige Teekanne.
1945, mit Ende des Zweiten Weltkrieges, wurde das bis auf über 10.000 m² angewachsene Fabrikgelände zu 75 % zerstört. Der Wiederaufbau begann am 21. Mai 1945. 1947 nahm die Firma wieder an der Leipziger Messe teil. Die Nachfrage der Einkäufer an Geschirrgut war groß. Da aber die Provinzialregierung für Steingutwaren kein Messekontingent freigegeben hatte, wurden nur wenige Aufträge im Interzonenhandel abgeschlossen. Der Verkauf mit ausländischen Partnern erfolgte über genehmigungspflichtige Vorverhandlungen, da die Preise von der Regierung über die Sowjetische Militäradministration in Deutschland festgelegt wurden.
1953 erfolgte die Verstaatlichung und die Fabrik wurde nun unter der Bezeichnung VEB (K) Steingutfabrik Frankfurt (Oder) geführt. Die Produktpalette wurde um dekorative Schalen und Blumenübertöpfe erweitert. Nach einer kurzzeitigen Produktionsumstellung auf Drainagerohre wurde die Fabrik 1955 geschlossen.

Seit 8. September 2011 erfolgt im Museum Viadrina eine Ausstellung begehrter Sammlerobjekte.